# Clinus nematopterus
Clinus nematopterus är en fiskart som beskrevs av Günther, 1861. Clinus nematopterus ingår i släktet Clinus och familjen Clinidae. Inga underarter finns listade i Catalogue of Life.